# Wikstroemia canescens
Wikstroemia canescens är en tibastväxtart som beskrevs av Carl Daniel Friedrich Meisner. Wikstroemia canescens ingår i släktet Wikstroemia och familjen tibastväxter. Inga underarter finns listade i Catalogue of Life.